# Castillo de Corroy-le-Château
Castillo de Corroy-le-Château (en francés: Château de Corroy-le-Château) es un castillo medieval de la villa de Corroy-le-Château y el municipio de Gembloux en la provincia de Namur, Bélgica.
Construido entre los años 1220 y 1230 por Guillermo de Brabante, es una de las fortalezas mejor conservadas del medievo en Bélgica, con grandes torres redondas y foso.
En 1200 pasa, en herencia, a una rama de los duques de Brabante, que añade una empalizada (1235). Luego, por matrimonio, cae en manos del conde Philippe de Vianden (Felipe I de Vianden). Hacia 1270, se termina el recinto amurallado, hecho de cortinas entre las cuatro torres circulares de las esquinas y una fuerte poterna de entrada, a fin de convertirlo en bastión defensivo contra las incursiones de Dampierre de Flandes, conde de Namur. Cosa rara en esa región, la manera de construir este castillo medieval está determinada por los lazos familiares que unían al conde Philippe con los capetos, ya que su planta era muy parecida a la del castillo del Louvre de tiempos de Felipe II Augusto Rey de Francia (1180-1223).
Durante ochocientos años permaneció en manos de los descendientes de Guillermo, el último de los cuales es el marqués de Trazegnies (La casa Trazegnies enlazan con los propietarios del castillo cuando Gillion Ittre contrae matrimonio con Amélie Constanza Nassau-Corroy, la única heredera del castillo (1803)). 
Las disputas familiares llevaron a que un tribunal ordenara la subasta pública de la propiedad. Era uno de los pocos castillos belgas que nunca había sido puesto en venta. Pero en 2008 fue vendido al artista Wim Delvoye, quien anunció que planeaba convertirlo en un museo de arte moderno. Sin embargo, el marqués logró revertir la venta y conservar la propiedad de su hogar ancestral.